# Liam Dickinson
Pour les articles homonymes, voir Dickinson.
Liam Michael Dickinson (né le 4 octobre 1985 à Salford, Angleterre) est un footballeur anglais.

## Biographie
Dickinson joue au poste d'avant-centre et a explosé lors de la saison 2007-2008 sous les couleurs de Stockport County et est donc parti lors du mercato d'été 2008 au Derby County. Mais pour sa première saison au club, il fut prêté toute l'année. Tout d'abord à Huddersfield Town où il connut le plus de succès, puis à Blackpool et pour la fin de saison à Leeds United. Avec les Whites, Liam joua plus milieu offensif puisque la concurrence en attaque était dure.
Le 13 juin 2011, il quitte le club de Barnsley par un accord mutuel et, le 27 juillet 2011 signe à Southend United.

## Carrière
- 2002 : Irlam F.C.  Angleterre
- 2002-2003 : Swindon Town Football Club  Angleterre
- 2003-2004 : Trafford FC  Angleterre (43 matchs et 11 buts)
- 2004-2005 : Woodley Sports FC  Angleterre (38 matchs et 9 buts)
- déc. 2005-2008 : Stockport County  Angleterre (94 matchs et 33 buts)
- 2008-2009 : Derby County  Angleterre (0 match)
  - 2008-nov. 2008 : Huddersfield Town  Angleterre (prêt) (13 matchs et 6 buts)
  - nov. 2008-jan. 2009 : Blackpool  Angleterre (prêt) (7 matchs et 4 buts)
  - mars 2009-2009 : Leeds United  Angleterre (prêt) (8 matchs et 0 but)
- 2009-2010 : Brighton and Hove  Angleterre (27 matchs et 4 buts)
  - fév.2010-2010 : Peterborough United  Angleterre (prêt) (9 matchs et 3 buts)
- 2010-2011 : Barnsley  Angleterre
  - nov. 2010-déc. 2010 : Walsall  Angleterre (prêt)
  - jan. 2011-mai 2011 : Rochdale AFC  Angleterre (prêt)
- 2011- : Southend United  Angleterre